# Rafael Subirachs i Vila
Rafael Subirachs i Vila (Vic, 22 de juliol de 1948) és un cantant, músic i compositor català. Membre destacat de la Nova Cançó, ha excel·lit en la musicació i interpretació de textos de poetes catalans de tots els temps.

## Biografia
Fill del músic i pedagog Rafael Subirachs i Ricart, director de l'Orfeó Vigatà. Rafael Subirachs va rebre una sòlida formació en música clàssica. Ben aviat, va ingressar com a puer cantor a l'Escolania de Montserrat (1958 - 1960) en qualitat de soprano solista sota la direcció musical del pare Ireneu Segarra. L'any 1967 va entrar a formar part dels Setze Jutges, un grup de cantautors que volien impulsar un moviment de cançó popular en llengua catalana que ajudés a sortir de la llarga nit que el franquisme havia imposat sobre la cultura en català. Fou un dels tres darrers a integrar-s'hi, juntament amb Maria del Mar Bonet i Lluís Llach. Edita els seus primers discos, Dona i Rodamón, i l'any 1968 publica el seu primer LP: l'àlbum Subirachs, que conté les primeres musicacions de poesies de Joan Salvat-Papasseit i de Josep Carner.
L'any 1969 apareix Exeunt personae, la primera de les seves aportacions en profunditat a l'obra d'un poeta català, tasca que ha estat des d'aleshores una constant en la producció de l'artista. Gabriel Ferrater va ser el primer dels poetes 'visitats' pel particular i peculiar geni artístic del compositor vigatà, sempre eclèctic i rigorós, alhora. Durant molts anys compagina la seva tasca de cantautor amb la participació en muntatges teatrals. L'any 1974 musica una obra d'un altre artista il·lustre de la Plana de Vic, Miquel Martí i Pol, en concret, Cinc esgrafiats a la mateixa paret. L'any 1975, a conseqüència de la seva recerca en la cançó tradicional catalana, participa en les Sis Hores de Cançó a Canet, on clou la seva actuació amb el romanç Catalunya, comtat gran, a partir del qual es va construir l'himne nacional català, Els Segadors. Dos anys més tard apareix el disc Bac de Roda, que conté aquesta i d'altres mostres del cançoner popular català.
El 1978 publica Si com l'infant quan aprèn de parlar, un disc amb musicacions de poemes de Jordi de Sant Jordi i Ausiàs March, entre les quals els cèlebres 'Estramps' del primer i el 'Cant espiritual' del poeta de Gandia. L'any 1991 enregistra Miralls, que conté poemes de Gabriel Ferrater i Carles Riba. El 1995 publica, junt amb Maria del Mar Bonet, Els cants d'Abelone, musicacions sobre l'obra homònima de Joan Vinyoli. Coincidint amb el 150è aniversari de Jacint Verdaguer, estrena a la mateixa basílica de Montserrat l'obra Verdaguer 2000. Cançó de la terra.

## Discografia
- Subirachs. Concèntric. Barcelona, 1968.
- Bac de Roda. Ariola. Barcelona, 1977.
- Si com l'infant quan aprèn de parlar. Ariola. Barcelona, 1978.
- Miralls. Picap. Barcelona, 1992
- Verdaguer 2000. Cançó de la terra. Edicions Albert Moraleda. Barcelona, 2000.
- Cants d'Abelone. Picap. Barcelona, 2001.